# (4933) 1984 EN1
(4933) 1984 EN1 là một tiểu hành tinh vành đai chính. Nó được phát hiện bởi Henri Debehogne ở Đài thiên văn La Silla ở Chile ngày 2 tháng 3 năm 1984.